# 芸艸堂
芸艸堂（うんそうどう、登記社名: 美術書出版株式会社芸艸堂）とは、京都に本社を置く日本の出版社。主に染色図案や図案画譜の老舗として知られる。

## 概要
山田直三郎によって1891年（明治24年）に京都市寺町二条下ルに江戸時代から続く伝統木版印刷を主体として創業された美術出版社で、日本で唯一の手摺木版による和装本を専門に刊行する出版社である。なお、直三郎の父は本田吉兵衛といい、二条寺町で和本製本業を行っていた。直三郎は吉兵衛の次男であった。まず、吉兵衛の隠居後、1887年（明治20年）に長男の市次郎及び三男の金之助は雲錦堂と称して染色図案集を出版し始めた。これは京都が友禅染や西陣織の特産地であり豪華絢爛な意匠図案の需要をみこんだ上でのことで出版社兼錦絵及び雑誌類の販売店であった。
芸艸堂という号は富岡鉄斎により命名されたもので、「芸艸かほりくさ此艸を書籍にはさみおくと虫が喰わぬとて古来書物屋の号によしと聞く」と云う一筆によるという。創業当初には直三郎の妹あいも手伝っていたが、後に田畑氏に嫁いだ。直三郎は1895年（明治28年）の第4回内国勧業博覧会において、木版画譜が「印刷精巧にして木版の彫刻亦佳良なるを見る」として有功三等を受賞した他、1903年（明治36年）の第5回内国勧業博覧会でも「絹地木版印刷」により三等賞を受賞している。ある時、高島屋呉服店が「縞」の新作図案を懸賞募集した際、各図案家から図案を集めることとなり、自然に雲錦堂と競い合うこととなった。当初は図案家の支持の篤かった雲錦堂が優勢であったが、これに負けじと芸艸堂も巻返しを図り、激しい争いとなり、これには高島屋も当惑、時の飯田社長が仲立ちし、さらに肝煎役に沢渡源兵衛氏と宮脇新兵衛氏が双方の和解を得て漸く解決をした。そして、これを機に芸艸堂と雲錦堂の統合の機運が熟し、1906年（明治39年）2月11日の紀元節を期して両社は合併、合名会社芸艸堂として創立発足する運びとなった。この際、神坂雪佳筆の絵草紙売り図を木版摺りした合併案内状を配布しており、これ以降は兄弟3人が協力して経営に当たり、自家出版の他に大阪の青木嵩山堂、松村九兵衛、東京の吉川弘文館、大倉書店、永東書店、名古屋の片野東四郎（永楽堂）、京都の田中治兵衛（文求堂）など著名な書肆の版木を買収、染色出版の先鞭をつけ、次第に京都の出版界に頭角を現し始めた。
浮世絵版画の錦絵は衰退の一途をたどっていたが、明治20年代以降の木版印刷は芸艸堂の活動にみられるように図案集の分野でむしろ伝統木版の彫師、摺師の高い技術力による多色摺の木版画譜が多数出版されており、版元に率いられた職人技術者はそこに新たな木版の価値と伝統技術の発揮の方向性を見出していた。この時期に活躍した彫師に藤村新治郎、山本次吉、喜多川英二郎、木下猶之助がおり、摺師に高木源助、岸太根吉、椙本喜一、竹中清八、佐々木米次郎らがいた。また、『美術海』、『新美術海』、1906年の『精英』（古谷紅麟ら）の発行、神坂雪佳の『精華』（1894年から1895年）、『染色図案 海路』（1902年）、『蝶千種』（1904年）、『百々世草』全3巻（1909年から1910年）や津田青楓の図案集『落柿』（1906年）など優れた色調のものであった。特に『百々世草』は琳派の装飾性を継承したもので特筆に値する。1909年（明治42年）には河鍋暁斎の『鷹かゞみ』、『暁斎画談』を出版する。この頃から1916年（大正5年）にかけての主な出版に『うなゐの友』、『能楽装束大観』、『古制徴証』、『徴古帖』、『染色大鑑』、『昔渡更紗』、『四季の花』、『西洋草花図譜』、『雛百種』、『綾錦』などがあった。また、1918年（大正7年）には東京府湯島に支店を設けるまでに成長、現在においても出版活動を行っている。この東京支店は1923年（大正12年）の関東大震災で被災するが、すぐにバラックで再開する。また、大正のころから新版画に分類される樋口富麿、池田瑞月、浅野竹二、岡田行一、加藤晃秀、土屋楽山らの木版画を出版している。
1945年、東京大空襲によって東京支店、工房、倉庫が全焼、製版、版木などを焼失する。また、同年頃から断続的に笠松紫浪の風景画（新版画）を100点ほど出版している。1947年、東京支店を再建する。1953年、株式会社に組織を変更する。1990年、世界最大級の版画『孔雀明王像』を木版摺で再現している。